# No Dribble
No Dribble è un singolo dei rapper statunitensi DaBaby e Stunna 4 Vegas, pubblicato il 27 luglio 2020 dalla Interscope Records.

## Tracce
1. No Dribble – 2:43